# Maria Eugènia Alegret i Burgués
Maria Eugènia Alegret i Burgués (Barcelona, 1956) és una jurista catalana. Fou Presidenta del Tribunal Superior de Justícia de Catalunya entre 2004 i 2010.

## Biografia
Va néixer a Barcelona el 1956. El 1978 va llicenciar en dret per la Universitat de Barcelona. Va començar la carrera judicial el 1980. Des de llavors, ha treballat a Llorca, Fraga i Sant Feliu de Llobregat, Barakaldo, Terrassa i Barcelona. Després d'asumir diversos càrrecs, el 2004 fou nomenada presidenta del TSJC.
Va col·laborar amb el Ministeri de Justícia d'Espanya en l'estudi dels avantprojectes de la Llei d'Enjudiciament Civil (2000) i amb l'Observatori de Dret Civil Privat de Catalunya per la reforma del Codi de Successions l'any 2004.

## Tribunal Superior de Justícia de Catalunya
Després d'ocupar múltiples càrrecs l'any 2004 fou nomenada presidenta del Tribunal Superior de Justícia de Catalunya (TSJC), tot substituint en Guillem Vidal Andreu.
És membre de la conservadora Associació Professional de la Magistratura.
Va ratificar la decisió del Jutge de Pau de Canet de Mar de no casar dos homosexuals argumentant que un d'ells era de l'Índia. Es va posicionar en contra de la discriminació positiva de la Llei sobre violència de gènere.